# Jacqueline van Maarsen
Jacqueline Yvonne Meta van Maarsen (* 30. Januar 1929 in Amsterdam; † 13. Februar 2025) war eine niederländische Autorin. Sie war bekannt als Schulfreundin von Anne Frank, die sie in ihrem Tagebuch „Jackie“ bzw. „Jopie“ nennt.

## Biografie

### Vor und im Zweiten Weltkrieg
Jacqueline van Maarsens Vater, Samuel (genannt Hijman) van Maarsen, war Jude, ihre Mutter Eline war Christin. Als die Nationalsozialisten, die 1940 die Niederlande überfallen und besetzt hatten, die Diskriminierung der jüdischen Bevölkerung immer weiter vorantrieben, musste Jacqueline auf das jüdische Lyzeum wechseln. Dort lernte sie Anne Frank kennen, aber auch andere Mädchen wie Nanette Blitz, Sanne Ledermann und Hanneli Goslar. Anne Frank schrieb später in ihr Tagebuch: „Jacqueline van Maarsen habe ich erst auf dem Jüdischen Lyzeum kennen gelernt. Sie ist jetzt meine beste Freundin.“ „Wie ein Liebespaar“ waren die beiden, erinnerte sich van Maarsens Mutter: „Was haben sie bloß alles ausgeheckt und miteinander zu tuscheln gehabt und telefoniert, den ganzen Tag, dabei wohnten die Franks keine drei Häuser von uns.“
Als im Juli 1942 die Aufrufe zur Deportation verschickt wurden, ging die Familie Frank in ihr Versteck, in das Amsterdamer Hinterhaus, das heutige Anne-Frank-Haus in der Prinsengracht 263–267. Jacqueline van Maarsen wusste nichts davon. Sie dachte, die Franks seien zu Verwandten in die Schweiz emigriert. Anne Frank schrieb im September 1942 zwei Abschiedsbriefe an Jacqueline van Maarsen in ihr Tagebuch. Im ersten Brief vom 25. September 1942 heißt es:

„Liebe Jacqueline, ich schreibe dir diesen Brief, um von dir Abschied zu nehmen, das wird dich vermutlich verwundern, aber das Schicksal hat es nun einmal nicht anders bestimmt, ich muss weg (wie du inzwischen natürlich schon längst gehört hast) mit meiner Familie, den Grund wirst du schon selbst wissen. (…) Ich kann nicht an jeden schreiben, und darum tue ich es auch nur an dich. Ich nehme an, dass du mit niemanden über diesen Brief sprichst, und von wem du ihn bekommen hast, auch nicht. (…) Ich hoffe, dass wir einander bald wiedersehen, aber es wird vermutlich nicht vor dem Ende des Krieges sein. (…) Deine beste Freundin Anne. PS: Ich hoffe, dass wir, bis dass wir einander wiedersehen, immer beste Freundinnen bleiben.“

Jacqueline van Maarsen und ihre Schwester Christiane standen ebenfalls in der Gefahr, deportiert zu werden, denn „Halbjuden“ galten nach der Rassendoktrin der Nazis dann als jüdisch, wenn sie entweder mit einem Juden verheiratet oder Mitglied der jüdischen Gemeinde waren. Jacqueline und ihre Schwester waren Mitglieder der jüdischen Gemeinde. Das hatten die Eltern in einem Meldebogen im Januar 1940 ausdrücklich so angegeben. Diese Registrierung musste, wenn die Kinder gerettet werden sollten, geändert werden. Deshalb wandten sich die Eltern van Maarsen im Dezember 1941 an Hans Calmeyer, einen Juristen der deutschen Besatzung, der eine Entscheidungsstelle für „rassische Zweifelsfälle“ leitete und in mehreren tausend Fällen Registeränderungen für Juden verfügte, die deshalb nicht deportiert wurden, weshalb ihn Yad Vashem als „Gerechten unter den Völkern“ ehrt. Van Maarsens Eltern schrieben an den „hochwohlgeborenen, sehr gelehrten Herrn Dr. Callmeyer“, dass ihre Kinder nur irrtümlich als der jüdischen Gemeinde zugehörig registriert worden seien. Tatsächlich seien sie niemals Mitglied der „Niederländisch-Israelitischen Hauptsynagoge“ gewesen, sondern römisch-katholisch erzogen werden. Dem Schreiben beigelegt hatten sie ein Urteil des Amsterdamer Landgerichts, das diese Behauptung bestätigte. Der Antrag wurde positiv beschieden; Unterzeichner war der adressierte Hans Calmeyer. Die Entscheidung stützte sich im Wesentlichen auf das Urteil des Amsterdamer Landgerichts. Eigene Nachforschungen stellte Calmeyer nicht an: Eine Einsichtnahme in die jüdischen Gemeindebücher oder in andere Register, die leicht Klarheit über die Religionszugehörigkeit der Kinder hätte verschaffen können, fand nicht statt.

### Nach dem Zweiten Weltkrieg
Nach dem Krieg erfuhr Jacqueline van Maarsen durch Otto Frank von Anne Franks Tod. Sie war eine der Ersten, die das Tagebuch noch vor dessen Veröffentlichung 1947 lesen konnten.
1954 heiratete sie ihren Jugendfreund Ruud Sanders. Das Paar hatte drei Kinder und sieben Enkel und lebte in Amsterdam.
Ab 1990 hat van Maarsen mehrere Bücher über ihre Geschichte und die Freundschaft mit Anne Frank geschrieben. Deutschland besuchte sie verschiedentlich für Lesungen.
Jacqueline van Maarsen unterstützte die Initiative „Zeichen gegen Rassismus und Antisemitismus“ durch die Pflanzung eines Anne-Frank-Erinnerungsbaumes in Uedelhoven.
Im Februar 2025 starb sie im Alter von 96 Jahren.

## Auszeichnungen
- 2016: Verdienstorden des Landes Nordrhein-Westfalen[12]

## Publikationen (Auswahl)
- Ik heet Anne, zei ze, Anne Frank. 2003
  - Ich heiße Anne, sagte sie, Anne Frank. Übersetzung Stefanie Schäfer. Frankfurt am Main : S. Fischer, 2004.
- Je beste vriendin Anne. 2012
  - „Deine beste Freundin Anne Frank“. Erinnerungen an den Krieg und eine besondere Freundschaft. Übersetzung Mirjam Pressler. Frankfurt am Main : Fischer, 2013